# Los agustines
Los agustines es una película panameña de 2013. El cortometraje fue dirigido por Roberto Latorre. Es la primera película que trata la diversidad sexogenérica de forma abierta en Panamá.

## Sinopsis
El cortometraje muestra la relación de un grupo de dos mujeres y dos hombres, aparentemente heterosexuales. Sin embargo, Urbano y Fausto guardan una relación secreta desde hace tres años. Al ser descubiertos, las reacciones de las novias son distintas, mientras Mónica corta la relación con Fausto, Melania se enfrenta a Urbano en busca de una explicación.

## Distribución
La película fue distribuida a través de plataformas de video en línea como YouTube, donde alcanzó las 600 000 visualizaciones en 2017.